# Amy Archer-Gilligan
Amy Duggan „Schwester“ Archer-Gilligan (* Oktober 1869; † 23. April 1962) war eine US-amerikanische Mörderin.

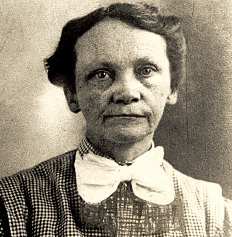
Amy-Archer-Gilligan im Januar 1901

Im Alter von 23 heiratete sie James Archer und brachte im Dezember 1897 ihre Tochter Mary zur Welt. 1901 eröffnete „Schwester Amy“, die niemals eine Ausbildung zur Krankenschwester gemacht hatte, ein Pflegeheim in Newington, Connecticut. 1907 zog sie in das nur 16 km entfernte Windsor in Connecticut und eröffnete dort das Archer-Heim für Alte und Gebrechliche.
1910 starb überraschend ihr Mann und nach drei Jahren Trauerzeit heiratete sie Michael Gilligan, der nach nur zwölf Monaten Ehe starb. Auch im Heim ereigneten sich in den Jahren 1911 bis 1916 insgesamt 48 Todesfälle. Aufgrund der dadurch entstandenen Gerüchte schleuste man Anfang 1916 einen verdeckten Ermittler in das Heim ein.
Anhand der gefundenen Beweise exhumierte die Polizei einige Heimbewohner und fand Gift in Michael Gilligan und fünf anderen Verstorbenen. 1917 wurde Amy Archer-Gilligan des sechsfachen Mordes angeklagt; ihr konnte jedoch nur der Mord an Franklin R. Andrews im Mai 1914 nachgewiesen werden. Sie wurde zu lebenslanger Haft verurteilt und in das Gefängnis in Wethersfield gebracht, wo sie sechs Jahre verblieb.
Im Jahr 1924 führten nervöse Anfälle zur Diagnose Geisteskrankheit, worauf sie in die staatliche Irrenanstalt in Middletown, Connecticut, überführt wurde, in der sie 1962 im Alter von 92 Jahren starb.
Ihr Fall beeinflusste das Theaterstück sowie die nachfolgende Verfilmung Arsen und Spitzenhäubchen. In der Geschichte ermorden zwei liebenswert-schrullige alte Damen aus Mitleid insgesamt zwölf einsame ältere Herren, um sie „Gott näher zu bringen“.